# Gyrinus obtusus
Gyrinus obtusus là một loài bọ cánh cứng trong họ van Gyrinidae. Loài này được Say miêu tả khoa học năm 1830.